# Aurelius a Natálie
Aurelius a Natálie († 852 n. l.) byli křesťanský pár popravený Abd ar-Rahmánem II., emírem v Córdobě, za to, že se odmítli vzdát své víry. Jsou považováni za mučedníky a svaté katolickou církví a pravoslavnou církví.

## Život
Aurelius se narodil v bohaté rodině v Seville. Jeho otec byl muslimský Arab a matka křesťanka ze Španělska. Jako dítě osiřel a vychovávala ho teta, která byla pravděpodobně tajně křesťankou. V té době byli křesťané v maurských královstvích Španělska pronásledováni.
Aurelius se oženil se Sabigotho, dívkou z muslimské rodiny. Po svatbě se Sabigotho rozhodla konvertovat ke křesťanství a přijala jméno Natálie. Pár žil v Córdobském emirátu, měl dceru a žil tajně jako křesťané. V té době byla konverze z islámu na křesťanství zločinem trestaným smrtí.
Jednoho dne byl Aurelius svědkem veřejného bičování křesťanského obchodníka, který veřejně vyznal svou víru v Krista. Aurelius a Natálie, šokováni touto událostí, se rozhodli, že svou víru už nemohou skrývat. Odložili peníze pro svou dceru a zbývající úspory rozdali chudým. Poté začali otevřeně hlásat svou víru a starat se o vězněné křesťany.

## Pocta
Svátek Aurelia a Natálie připadá na 27. července. Patří mezi mučedníky z Córdoby, 48 křesťanů popravených v tomto městě mezi lety 850 a 859 n. l.
Ostatky Aurelia jsou uloženy v oltáři v Metropolitní katedrální bazilice Santa María la Antigua v Panamá.